# Le Cercle (film, 2014)
Pour les articles homonymes, voir Le Cercle et The Circle.
Pour plus de détails, voir Fiche technique et Distribution.
Le Cercle (Der Kreis) est un film suisse de Stefan Haupt qui a remporté le Teddy Award du Meilleur documentaire/essai à la Berlinale 2014.

## Synopsis
Le film raconte l'histoire du réseau social créé autour de la revue zurichoise « homophile » Der Kreis qui a été publiée de 1943 à 1967 et distribuée internationalement. Le film se concentre particulièrement sur l'histoire d'Ernst Ostertag et de Röbi Rapp dans les années 1950 et 1960 (avec interview documentaire des personnes réelles).

## Fiche technique
Sauf indication contraire, les informations mentionnées dans cette section peuvent être confirmées par la base de données cinématographiques IMDb,  présente dans la section « Liens externes ».
- Titre : Le Cercle
- Titre original : Der Kreis
- Réalisation : Stefan Haupt
- Scénario : Stefan Haupt, Christian Felix, Ivan Madeo, Urs Frey
- Direction artistique :
- Décors : Karin Giezendanner
- Costumes : Catherine Schneider
- Photographie : Tobias Dengler
- Montage : Christoph Menzi
- Musique : Federico Bettini
- Production : Ivan Madeo, Urs Frey
- Société de production : Contrast Film
- Société de distribution : Outplay (France), ABC / Cinemien Filmdistributie (Belgique), Ascot Elite Entertainment Group (Suisse), Wolfe Video (Canada)
- Pays d'origine : Suisse
- Langue originale : Suisse allemand
- Format : couleur - 2,35:1 - son Dolby numérique
- Genre : drame, documentaire
- Durée : 102 minutes
- Dates de sortie :
  -  France : 4 mars 2015 (sortie nationale)
  -  Allemagne : 10 février 2014 (Berlinale 2014), 23 octobre 2014 (sortie nationale)
  -  Suisse : 18 septembre 2014 (langue allemande)

## Distribution
- Matthias Hungerbühler : Ernst Ostertag
- Sven Schelker : Röbi Rapp
- Marianne Sägebrecht : Erika
- Anatole Taubman : Felix
- Antoine Monot, Jr. : Gian
- Peter Jecklin (de) : Max
- Marie Leuenberger : Gabi

## Distinctions

### Récompenses
- Berlinale 2014 :
  - Teddy Award du Meilleur documentaire/essai[1]
  - Prix Panorama du public[2]
- Festival du film gay et lesbien de Turin 2014 : Meilleur film[3]
- Festival international du film de Tróia 2014 : Prix Costa Azul, L'homme et son environnement[4]
- Outfest 2014 : Prix du grand jury, Meilleur documentaire
- Prix du cinéma suisse 2015 :
  - Meilleur film
  - Sven Schelker, Meilleur acteur
  - Peter Jecklin (de), Meilleur acteur dans un second rôle
  - Stefan Haupt, Christian Felix, Ivan Madeo, Urs Frey, Meilleur scénario

### Nominations
- Festival international du film de Chicago 2014 : Prix Choix du public
- Prix du cinéma suisse 2015 :
  - Christoph Menzi, Meilleur monteur

### Sélections
- Liste des films soumis pour les 87es Oscars comme Meilleur film étranger (en)